# الا ون کرخوون
الا ون کرخوون (انگلیسی: Ella Van Kerkhoven؛ زادهٔ ۲۰ نوامبر ۱۹۹۳) بازیکن فوتبال اهل بلژیک است.
از باشگاه‌هایی که در آن بازی کرده‌است می‌توان به باشگاه فوتبال زنان اینتر میلان اشاره کرد.
وی همچنین در تیم ملی فوتبال زنان بلژیک بازی کرده‌است.